# Sebastian (imię)
Sebastian – imię męskie pochodzenia greckiego Sebastos. Wywodzi się od słowa oznaczającego "czcigodny", "dostojny", "wysoko postawiony", "mądry". Odpowiada łacińskiemu Augustus. Chrześcijańskim patronem tego imienia jest św. Sebastian, męczennik rzymski.
Forma żeńska: Sebastiana.
Sebastian imieniny obchodzi 20 stycznia, 30 stycznia, 8 lutego, 10 września, 16 września, 16 grudnia i 31 grudnia.

## Znane osoby noszące imię Sebastian
- Jan Sebastian Bach – kompozytor
- Józef Sebastian Pelczar – biskup i święty Kościoła katolickiego
- Juan Sebastián Elcano – żeglarz i odkrywca baskijski
- Juan Sebastián Verón – argentyński piłkarz
- Sebastian I Aviz – król Portugalii
- Sebastian Enrique Alvarez – polsko-niemiecki raper
- Sebastian Boenisch – polski piłkarz
- Sebastian Brunner – austriacki pisarz i teolog katolicki
- Sebastian Chmara – polski lekkoatleta
- Sebastian Coe – biegacz brytyjski, dwukrotny mistrz olimpijski
- Sebastian Colloredo – włoski skoczek narciarski
- Sebastian Cybulski – aktor
- Sebastian Czekaj (White 2115)  – raper
- Sebastian Florek  – poseł na Sejm RP
- Sebastian Haseney – niemiecki narciarz
- Sebastian Janikowski – jedyny Polak grający w lidze NFL
- Sebastian Karpiel-Bułecka – muzyk ludowy
- Sebastian Karpiniuk – poseł PO
- Sebastian Kawa – szybownik
- Sebastian Fabian Klonowic – poeta
- Sebastian Kłaczyński – hokeista
- Sebastian Kolasiński – łyżwiarz figurowy
- Sebastian Kurz – premier Austrii
- Sébastien Lefebvre – kanadyjski gitarzysta zespołu Simple Plan
- Sébastien Loeb – francuski kierowca, mistrz świata w rajdach WRC
- Sébastien Michaëlis – francuski inkwizytor
- Sebastian Mila – polski piłkarz
- Sébastien Ogier – francuski kierowca, mistrz świata w rajdach WRC
- Sebastian Pawlak – polski aktor
- Sebastian Riedel – muzyk
- Sebastian Salbert – raper
- Sebastian Samuelsson – szwedzki biathlonista
- Sebastian Stan – aktor
- Sebastian Sojka – polski judoka
- Sebastián Solé – argentyński siatkarz
- Sebastian Skoczeń – aktor
- Sebastian Stankiewicz – polski satyryk i aktor
- Sebastian Szałachowski – piłkarz
- Sebastian Szczęsny – dziennikarz sportowy
- Sebastian Świderski – siatkarz, reprezentant kraju
- Sebastian Ułamek – polski żużlowiec
- Sébastien Le Prestre de Vauban – marszałek Francji
- Sebastian Vettel – niemiecki kierowca F1

### Święci Cerkwi prawosławnej[2]
- św. Sebastian Dabović z Jackson – serbsko-amerykański archimandryta, święty mnich[3][4],
- św. Sebastian Mediolański, Rzymski – męczennik[5],
- św. Sebastian Rzymski – dowódca, męczennik[6],
- św. Sebastian Sołowiecki – pustelnik, sobór świętych Nowogrodu Wielkiego, sobór świętych sołowieckich[2],
- św. Sebastian znad Sochoty, z Poszechonje – święty mnich, sobór świętych Rostowa i Jarosławia[7],
- św. Sebastian Fomin (zm. 1966) – archimandryta, wyznawca, sobór świętych Optyńskich, sobór świętych nowomęczenników i wyznawców rosyjskich[8].